# باکلوفن
باکلوفن (به انگلیسی: Baclofen)
نامهای تجارتی: Lioresal
رده دارویی: مشتقات کلروفنیل
رده درمانی: شل‌کننده عضلات اسکلتی
اشکال دارویی: قرص روکش دار ۱۰ میلی‌گرمی و ۲۵ میلی‌گرمی

## مکانیسم اثر
باکلوفن اثر شل‌کنندهٔ عضلات اسکلتی خود را از طریق مهار انتقال رفلکس‌های منوسیناپسی و پلی سیناپسی در سطح نخاع اعمال می‌کند.
نکاتی از فارماکولوژی کاتزونگ:
باکلوفن یک اسپاسمولیتیک مؤثر در سطح نخاع است که آگونیست GABA (گیرنده نوع b) به‌شمار می‌آید. باکلوفن جزو اسپاسمولیتیک‌های مؤثر بر اسپاسم مزمن است.

## موارد مصرف
- درمان اسپاستیسیتی یا اسپاسم عضلانی در مولتیپل اسکلروزیس و سایر ضایعات نخاعی

-باکلوفن در درمان نوعی از میگرن که با اسپاسم شدید سلول‌های مغزی همراه است به کار می‌رود و صرف‌نظر از عوارض آن بسیار کارآمد است. باکلوفن همچنین در درمان سکسکه هم کاربرد دارد.
مطالعات نشان داده‌اند که باکلوفن در درمان وابستگی به الکل (Alcohol dependence)و نشانگان ترک الکل (Alcohol withdrawal syndrome) با مهار نشانه‌های ترک و اشتیاق به مصرف الکل مؤثر است.
مصرف باکلوفن برای رفع «گرفتگی عضلات پس از ورزش» غیر مؤثر است. همچنین باکلوفن در درمان بیماری رفلاکس معده (برگشت اسید معده و مری)نیز کاربرد دارد.

## طریقه مصرف
- به عنوان درمان اسپاستیسیتی یا اسپاسم عضلانی در مولتیپل اسکلروزیس و سایر ضایعات نخاعی

در بالغین: ابتدا ۵ میلی‌گرم از راه خوراکی سه بار در روز و به مدّت ۳ روز تجویز می‌شود. در صورت نیاز می‌توان این دوز را هر ۳ روز یک بار ۱۵ میلی‌گرم افزایش داد.
حداکثر دوزاژ روزانه ۸۰ میلی‌گرم است. ضمناً در بیماران سالمند باید افزایش دوز تدریجی باشد.

## موارد منع مصرف
- حساسیت مفرط نسبت به باکلوفن
- بیماران مبتلا به مشکلات گوارشی لازم است با پزشک معالج خود مشورت نمایند.
- این دارو می‌تواند برای افراد مبتلا به مشکلات کلیوی خطرساز باشد.

## موارد احتیاط
- اختلال عملکرد کلیه
- اولسر پپتیک
- ضایعات مغزی
- CVA
- دیابت
- صرع
- در بیمارانی که از حالت اسپاسمی خود جهت حفظ تعادل و وضعیت گرفتن استفاده می‌کنند.
- دوران بارداری
- دوران شیردهی
- اطفال

## تداخلات دارویی
- اثرات تضعیف‌کنندهٔ باکلوفن بر سیستم اعصاب مرکزی به دنبال مصرف سایر داروهای مُضعِف سیستم اعصاب مرکزی نظیر الکل، آنتی هیستامین‌ها، مخدرها و داروهای خواب‌آور-آرامبخش تشدید می‌گردد.
- در صورت مصرف هم‌زمان باکلوفن با مهارکننده‌های منوآمین اکسیداز، تضعیف سیستم اعصاب مرکزی و هیپوتانسیون ناشی از آن تشدید می‌گردد.
- مصرف هم‌زمان باکلوفن با آنتی دیابتیک‌ها و انسولین موجب افزایش سطح گلوکز خون می‌شود.

## عوارض جانبی
- در سلسله اعصاب مرکزی:

خواب آلودگی، سردرد، سرگیجه، ضعف، خستگی، کنفوزیون، بی خوابی، عدم تعادل، افسردگی. باکلوفن ممکن است نیاز به خواب را در فرد افزایش دهد که این عارضه معمولاً در استفادهٔ کوتاه مدت ایجاد نمی‌شود.
- در قلب و عروق:

تپش قلب، تنگی نفس، هیپوتانسیون، درد قفسه سینه، سنکوپ.
- در پوست:

راش، خارش
- در چشم و گوش و حلق و بینی:

تاری دید، میوز، نیستاگموس، استرابیسم، میدریاز، دوبینی، احتقان بینی، وزوز گوش
- در دستگاه گوارش:

تهوع، یبوست، استفراغ، خشکی دهان، اسهال، بی اشتهایی، درد شکمی، مثبت شدن آزمایش وجود خون در مدفوع
- در دستگاه ادراری تناسلی:

تکرر ادرار، احتباس ادرار، شب ادراری، سوزش ادرار، ناکچوری، هماچوری، ناتوانی در انزال، ناتوانی جنسی
- در دستگاه عضلانی اسکلتی:

درد عضلانی، پاراستزی، ترمور، رژیدیتی، دیس تونی، آتاکسی
- در سایر دستگاه‌ها:

ادم آرنج، افزایش وزن بدون خیز

## مسمومیت با باکلوفن و درمان آن
اگرچه مسمومیت با باکلوفن چندان شایع نیست اما مصرف بیش از حد این دارو می‌تواند باعث ایجاد مسمومیت شود که با علائمی مانند استفراغ، اختلال در راه رفتن، اختلال در تنفس، تنگ شدن مردمک‌ها و اختلالات بینایی و تشنج همراه است. تنها اقدام درمانی برای درمان مسمومیت با باکلوفن شست و شوی معده و اقدامات مراقبتی از جمله کنترل علائم حیات و حمایت تنفسی در صورت لزوم است. تشخیص به موقع و مدیریت صحیح مسمومیت با این دارو می‌تواند علائم بالینی را از بین ببرد و مایع درمانی می‌تواند به بهبودی کمک کند.
در به دلیل اثر تضعیف کننده ی این دارو بر سیستم عصبی مرکزی و تنفس، در تجویز این دارو مخصوصا برای افراد مسن احتیاط شود.